# 青田勝晴
青田 勝晴（あおた かつはる、1885年〈明治18年〉11月24日 - 1944年〈昭和19年〉2月27日）は、日本の政治家。衆議院議員（1期）。

## 経歴
奈良県、現在の奈良市出身。布帛製品製造輸出業に従事し、メリヤス同業組合代議員、大阪輸出協会理事、大阪貿易同盟会理事を務め、また大阪府会議員、同参事会員、所得調査委員、借地借家、小作、商事各調停委員となる。
1932年の第18回衆議院議員総選挙において大阪3区(当時)から立憲政友会公認で立候補して当選した。1936年の第19回衆議院議員総選挙で落選した。1944年死去。